# Euxoa beatissima
Euxoa beatissima là một loài bướm đêm trong họ Noctuidae.